# 빅토르 치한코우
빅토르 비탈리요비치 치한코우(우크라이나어: Ві́ктор Віта́лійович Циганко́в, 1997년 11월 15일 ~ )는 이스라엘 태생의 우크라이나의 프로 축구 선수로, 라리가 클럽 지로나와 우크라이나 국가대표팀에서 공격형 미드필더 또는 윙어로 활약하고 있다.

## 구단 경력

### 디나모 키이우
그의 아버지 비탈리 치한코우가 축구 선수로 뛰었던 이스라엘의 나하리야에서 태어난 치한코우는 그가 아주 어렸을 때 우크라이나로 이주했다. 치한코우는 니바 비니치아와 디나모 키이우 아카데미 시스템 출신이다. 그의 첫 번째 감독은 마이콜라 자호루이코였다.
그는 2016년 8월 14일, 스탈 카미얀스케와의 경기에서 우크라이나 프리미어리그 데뷔 전을 치렀다. 2018-19년 시즌 동안 치한코우는 2018년 3월, 2018년 12월, 2019년 4월 세 차례에 걸쳐 우크라이나 프리미어리그 이달의 선수로 선정되었다.

### 지로나
2023년 1월 17일, 치한코우는 라리가의 지로나에 입단하여 스페인 클럽과 2027년 6월까지 계약을 체결했다. 보도에 따르면, 이적료는 500만 유로로 디나모 키이우에게 50%의 매각 조항을 적용했다.

## 국가대표팀 경력
치한코우는 2016년 10월, 튀르키예와 코소보와의 2018년 FIFA 월드컵 예선 전을 위해 우크라이나 국가대표팀에 처음으로 소집되었지만 두 경기에 출전하지 않았다. 그는 다음 해 11월, 핀란드와의 우크라이나 월드컵 예선 전에서 83분에 출전하며 국가대표 데뷔 전을 치렀다.
2021년 6월, 그는 안드리 셰우첸코가 UEFA 유로 2020에 출전하기 위해 소환한 26명의 선수 명단에 이름을 올렸다.
2024년 5월, 그는 세르히 레브로우가 UEFA 유로 2024에 소집한 26명의 선수 명단에 이름을 올렸다.